# Brozany nad Ohří
Brozany nad Ohří település Csehországban, a Litoměřicei járásban. Brozany nad Ohří Keblice, Rochov, Nové Dvory, Chotěšov, Budyně nad Ohří, Doksany, Dolánky nad Ohří és Brňany településekkel határos. Lakosainak száma 1306 fő (2024. január 1.).

## Népesség
A település lakosságának változását az alábbi diagram mutatja:
| Lakosok száma | 1116 | 1273 | 1386 | 1146 | 1149 | 1205 | 1312 | 1365 | 1227 | 1306 |
|               | 1869 | 1900 | 1921 | 1961 | 1980 | 2011 | 2016 | 2019 | 2021 | 2024 |